# Jasminocereus
Jasminocereus es un género monotípico de cactus perteneciente a la familia de las cactáceas. Su única especie: Jasminocereus thouarsii (F.A.C.Weber) Backeb., es originaria de las Islas Galápagos de Ecuador, estos cactus son muy poco comunes en el cultivo debido a las reglas muy estrictas para la eliminación de plantas o semillas de las islas. 

## Descripción
Es una planta arbolada perenne con hojas carnosas armadas de espinos, de color verde a ligeramente púrpura con las flores de color blanco o verde.

## Taxonomía
Jasminocereus thouarsii fue descrita por (F.A.C.Weber) Backeb. y publicado en Die Cactaceae 2: 912, en el año 1959.
Variedades
- Jasminocereus thouarsii var. sclerocarpus (K. Schum.) E.F. Anderson & Walk.
- Jasminocereus thouarsii var. thouarsii

Sinonimia
- Cereus thouarsii basónimo
- Brachycereus thouarsii
- Cereus galapagensis
- Jasminocereus galapagensis
- Cereus sclerocarpus
- Jasminocereus sclerocarpus[3][4]
- Jasminocereus howellii E.Y. Dawson
- Jasminocereus howellii var. delicatus E.Y. Dawson[5]